# Heteropoda tokarensis
Heteropoda tokarensis este o specie de păianjeni din genul Heteropoda, familia Sparassidae, descrisă de Yaginuma, 1961. Conform Catalogue of Life specia Heteropoda tokarensis nu are subspecii cunoscute.